# الارتداد المبعثر للنيوترونات
الارتداد المبعثر للنيتروناتهي تقنية من تقنيات الارتداد الغير مرن في النيترونات
الارتداد غير المنتظم من موحد اللون (بالإنجليزية: monochromater)‏ والبلورات المحللة (بالإنجليزية: analyzer crystals)‏ يستخدم للتحقيق طاقة في حدود مايكرو إلكترون فولت (μeV)
تجارب الارتداد المبعثر للنيترونات تستخدم لدراسة الذرات أو الحركة الجزيئية في نطاق زمني قدره نانو ثانية

## الارتداد المبعثر
في الفيزياء هوانعكاس الموجات ،الجسيمات ،أو عودة الإشارة إلى مكان صدورها

## الارتداد المبعثر للموجات في الفضاء الفيزيائي
الارتداد المبعثر يحدث في حالات مادية مختلفة ،تحيد الموجات والجسيمات الورادة عن اتجاهها الأصلي 'بطرق مختلفة :

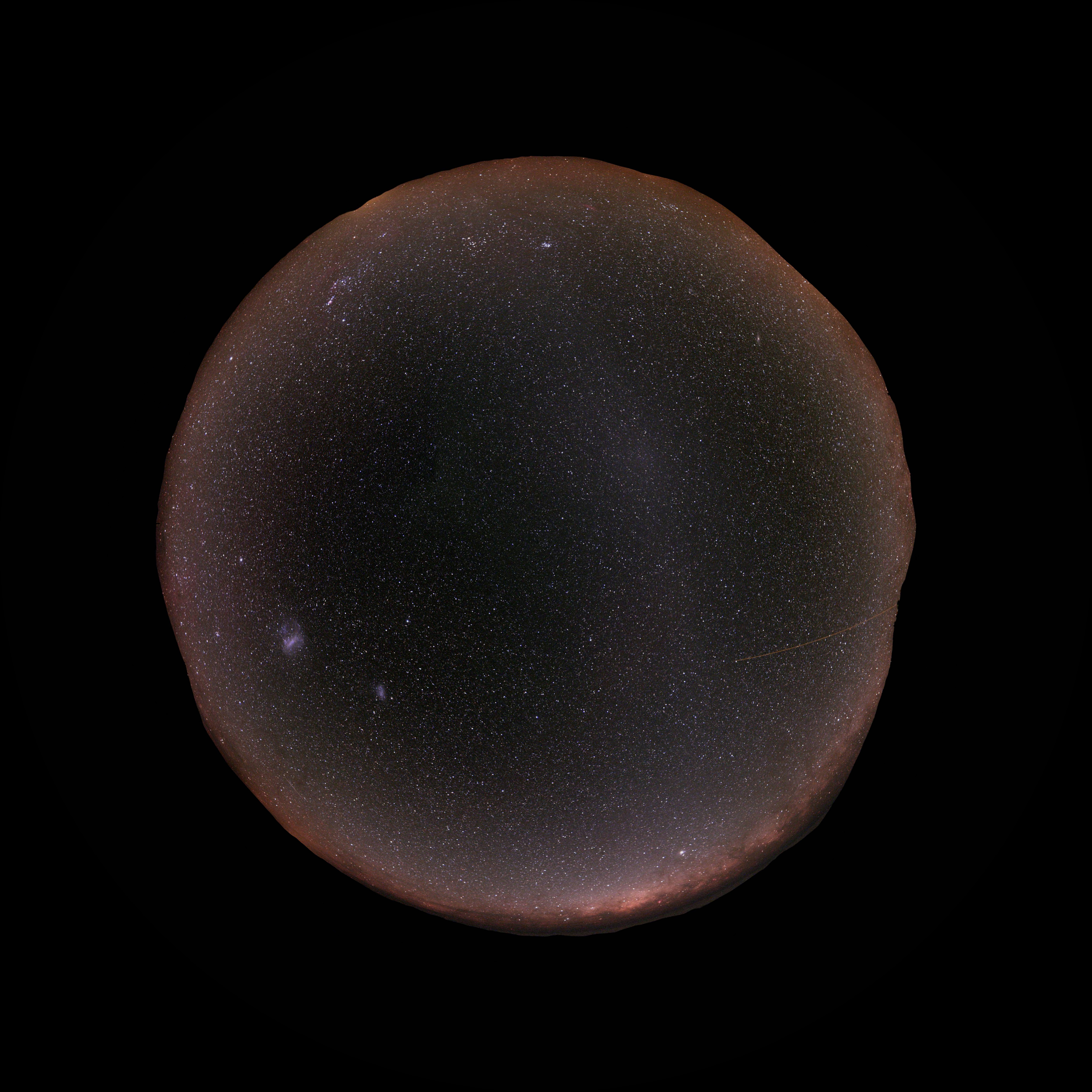

1-	انعكاس الجزيئات الكبيرة المبعثرة مسببة توهج الأفق وإضاءة السماء ليلا إضاءة خافتة 

2-	التصادم غيرمرن بين الموجات الكهرومغناطيسية والتحول المتوسط (استطارة بريلوين , استطارة رامان) مهم في الألياف البصرية 

3-	تصادم مرن بين الأيونات المُسّرعة والعينة (تقنية التحليل)

4-	انعكاس براج في البلورة يستخدم في تجارب الانتشار غير مرن(الارتداد المبعثر في مطياف الأشعة السينية ،الارتداد المبعثر للنيوترونات)

5-	ارتداد كومبتون ،يستخدم في التصوير باستخدام الارتداد المبعثر لأشعة اكس (الأشعة السينية)